# A New Career in a New Town (1977–1982)
Albums de David Bowie
Cracked Actor (Live Los Angeles '74)
(2017) Welcome to the Blackout (Live London '78)
(2018)
A New Career in a New Town (1977–1982) est un coffret de David Bowie sorti en septembre 2017 qui retrace la carrière du chanteur entre 1977 et 1982. Il fait suite aux coffrets Five Years (1969–1973) et Who Can I Be Now? (1974–1976). Il est édité au format CD (11 disques) et vinyle (13 disques).

## Contenu
Le coffret comprend les quatre albums studio publiés par David Bowie durant cette période :
- Low (1976) ;
- "Heroes" (1977) ;
- Lodger (1979) ;
- Scary Monsters (and Super Creeps) (1980).

Le double album en concert Stage (1978), est présent en deux versions :
- la version originale de 1978, remasterisée pour l'occasion ;
- une nouvelle version, qui rétablit l'ordre dans lequel les chansons étaient interprétées sur scène par Bowie et en rajoute plusieurs par rapport à la version de 1978.

Le coffret comprend également trois albums inédits :
- un EP "Heroes", qui inclut les versions en allemand et en français de cette chanson ;
- une nouvelle version de Lodger remixée par Tony Visconti ;
- Re:Call 3, une compilation de chansons sorties en single à l'époque, qui inclut notamment pour la première fois en CD l'EP Bertolt Brecht’s Baal[2].

## Titres

### "Heroes"
Toutes les chansons sont écrites et composées par David Bowie et Brian Eno.
| No | Titre                                                              | Durée |
| -- | ------------------------------------------------------------------ | ----- |
| 1. | "Heroes" / "Helden" (version de l'album en anglais et en allemand) | 6:07  |
| 2. | "Helden" (version single, uniquement en allemand)                  | 3:38  |
| 3. | "Heroes" / "Héros" (version de l'album en anglais et en français)  | 6:05  |
| 4. | "Héros" (version single, uniquement en français)                   | 3:33  |

### Stage(version 2017)
Toutes les chansons sont écrites et composées par David Bowie, sauf mention contraire.
| 1.  | Warszawa                | David Bowie, Brian Eno                   | 6:53 |
| 2.  | "Heroes"                | David Bowie, Brian Eno                   | 6:19 |
| 3.  | What in the World       |                                          | 4:25 |
| 4.  | Be My Wife              |                                          | 2:49 |
| 5.  | The Jean Genie (inédit) |                                          | 6:17 |
| 6.  | Blackout (en)           |                                          | 4:00 |
| 7.  | Sense of Doubt (en)     |                                          | 3:07 |
| 8.  | Speed of Life           |                                          | 2:40 |
| 9.  | Breaking Glass          | David Bowie, Dennis Davis, George Murray | 3:22 |
| 10. | Beauty and the Beast    |                                          | 5:06 |
| 11. | Fame                    | David Bowie, Carlos Alomar, John Lennon  | 4:13 |

| 1.  | Five Years                |                            | 3:57 |
| 2.  | Soul Love                 |                            | 2:56 |
| 3.  | Star                      |                            | 2:28 |
| 4.  | Hang On to Yourself       |                            | 3:22 |
| 5.  | Ziggy Stardust            |                            | 3:30 |
| 6.  | Suffragette City (inédit) |                            | 3:58 |
| 7.  | Art Decade (en)           |                            | 3:01 |
| 8.  | Alabama Song              | Bertolt Brecht, Kurt Weill | 3:55 |
| 9.  | Station to Station        |                            | 8:43 |
| 10. | Stay                      |                            | 7:21 |
| 11. | TVC 15                    |                            | 4:36 |

### (Re:Call 3)
Toutes les chansons sont écrites et composées par David Bowie, sauf mention contraire.
| No  | Titre                                                              | Auteur                                                                                       | Durée |
| --- | ------------------------------------------------------------------ | -------------------------------------------------------------------------------------------- | ----- |
| 1.  | "Heroes" (version single)                                          | David Bowie, Brian Eno                                                                       | 3:35  |
| 2.  | Beauty and the Beast (version longue)                              |                                                                                              | 5:20  |
| 3.  | Breaking Glass (version single parue en Australie)                 | David Bowie, Dennis Davis, George Murray                                                     | 2:51  |
| 4.  | Yassassin (en) (version single)                                    |                                                                                              | 3:07  |
| 5.  | DJ (version single)                                                | David Bowie, Brian Eno, Carlos Alomar                                                        | 3:25  |
| 6.  | Alabama Song                                                       | Bertolt Brecht, Kurt Weill                                                                   | 3:53  |
| 7.  | Space Oddity (version de 1979)                                     |                                                                                              | 4:52  |
| 8.  | Ashes to Ashes (version single)                                    |                                                                                              | 3:37  |
| 9.  | Fashion (version single)                                           |                                                                                              | 3:24  |
| 10. | Scary Monsters (and Super Creeps) (version single)                 |                                                                                              | 3:35  |
| 11. | Crystal Japan (en)                                                 |                                                                                              | 3:09  |
| 12. | Under Pressure (Queen & David Bowie)                               | David Bowie, Freddie Mercury, Brian May, Roger Taylor, John Deacon                           | 4:08  |
| 13. | Baal's Hymn                                                        | Bertolt Brecht, Dominic Muldowney                                                            | 4:04  |
| 14. | Remembering Marie A                                                | traditionnel, adapté par Bertolt Brecht et Dominic Muldowney                                 | 2:09  |
| 15. | Ballad of the Adventurers                                          | Bertolt Brecht, Dominic Muldowney                                                            | 2:02  |
| 16. | The Drowned Girl                                                   | Bertolt Brecht, Kurt Weill                                                                   | 2:31  |
| 17. | The Dirty Song                                                     | Bertolt Brecht, Dominic Muldowney                                                            | 0:39  |
| 18. | Cat People (Putting Out Fire) (version du film La Féline)          | David Bowie, Giorgio Moroder                                                                 | 6:41  |
| 19. | Peace on Earth/Little Drummer Boy (en) (Bing Crosby & David Bowie) | Ian Fraser (en), Larry Grossman (en), Alan Kohan / Harry Simeone, K. K. Davis, Henry Onorati | 4:26  |